# Гаранд, Патрис
Патри́с Гара́нд (фр. Patrice Garande; род. 27 ноября 1960, Уллен) — французский футболист и футбольный тренер. Олимпийский чемпион 1984 года. Выступал на позициях полузащитника и нападающего.

## Карьера

### Клубная
Патрис Гаранд начинал карьеру футболиста в любительских клубах «Уллен» и «Ириньи». В 1975 году оказался в системе подготовки «Сент-Этьена». Гаранд выступал за команду в чемпионате Франции 1977/78. Следующий сезон футболист провёл в дубле и в 1979 году продолжил карьеру в швейцарском клубе «Шенуа». В Швейцарии Гаранд провёл 1 сезон, после чего вернулся во Францию, став игроком выступавшего в Дивизионе 2 «Орлеана». В сезоне 1980/81 забил за «Орлеан» 20 голов в чемпионате и был приглашён в «Осер».
Сезон 1981/82 Гаранд начал в дубле «Осера», но, забив 16 голов в 12 матчах, был переведён в основную команду и выступал за неё до 1986 года. В сезоне 1983/84 форвард стал лучшим бомбардиром чемпионата страны. «Осер» по итогам того сезона занял 3-е место в турнирной таблице. В сезонах 1984/85 и 1985/86 футболист в составе клуба принимал участие в Кубке УЕФА. Всего Гаранд сыграл в рамках турнира 4 матча и забил 2 гола в ворота итальянского «Милана» в сезоне 1985/86.
С 1986 по 1987 год Патрис Гаранд защищал цвета «Нанта», после чего на 2 года вернулся в «Сент-Этьен». В чемпионате Франции 1987/88 игрок забил 17 голов, что позволило ему занять второе место в списке бомбардиров (вслед за Папеном).
После 1989 года Гаранд сменил ещё 5 профессиональных клубов, нигде не задерживаясь дольше, чем на 1 сезон. В составе «Ланса» (в сезоне 1989/90) и «Буржа» (в сезоне 1993/94) он выступал в дивизионе 2, а за «Монпелье» играл в Кубке кубков 1990/91 и забил гол в ворота «Стяуа» во втором раунде турнира. Завершил карьеру футболиста в «Орлеане» летом 1995 года.

### В сборной
В составе олимпийской сборной Франции Патрис Гаранд принимал участие в Олимпиаде-84. Он провёл в рамках турнира 3 матча, забил 1 гол и стал олимпийским чемпионом.
Гаранд сыграл единственный матч за первую сборную Франции 27 апреля 1988 года. В товарищеской встрече со сборной Северной Ирландии игрок вышел в стартовом составе и на 83-й минуте был заменён на Жан-Марка Феррери.

### Тренерская
По окончании карьеры игрока Патрис Гаранд стал ассистентом главного тренера в клубе «Кан» и оставался в этой должности до 1998 года.
В сезоне 1998/99 Гаранд дебютировал в качестве главного тренера, возглавив клуб Любительского чемпионата Франции «Шербур». За 7 лет под руководством Гаранда «Шербур» вышел в Лигу Насьональ и выступал в ней в течение трёх сезонов.
В 2005 году Патрис Гаранд вернулся в «Кан», где стал помощником Франка Дюма, а по окончании сезона 2011/12 сменил его на посту главного тренера команды.

## Достижения

### Командные
Франция (олимп.)
- Олимпийский чемпион (1): 1984

 Осер
- 3-е место в чемпионате Франции (1): 1983/84

### Личные
- Лучший бомбардир чемпионата Франции (1): 1983/84 (21 гол)